# Nuclear Fuel Services
Nuclear Fuel Services, Inc. (NFS) ist ein amerikanisches Nuklearunternehmen. Die Firma ist neben BWX Technologies Hauptlieferant für Kernbrennstoff für die amerikanische Marine. Daneben beschäftigt sich die Firma mit den Umarbeiten vom Plutonium und Uran aus Kernwaffen zu Brennstäben für Kernkraftwerke. Das Kernkraftwerk Browns Ferry ist einer der Hauptkunden. Zusätzlich beschäftigt man sich mit der Dekontamination von alten Kernkraftanlagen. 
Der Hauptsitz Erwin ist eine kleine Stadt in Tennessee, Unicoi County.

## Geschichte
Die Firma wurde 1957 von der Davison Chemical Company gegründet. Damals wurden bereits Brennstäbe aus hochangereichertem Uran und Thorium hergestellt.
Die heutige Nuclear Fuel Services, Inc. entstand 1964, als sich W.R. Grace & Company und American Machine & Foundry Company anschlossen. Damals begann man Brennstäbe für die Marine zu produzieren. Man expandierte auch in den Bundesstaat New York, wo eine Aufbereitungsanlage in Ashford gebaut wurde. Im West Valley Reprocessing Plant wurde von 1966 bis 1972 produziert.
1969 kauften Getty Oil und Skelly Oil (seit 1930 unter Kontrolle von Getty Oil) die Firma.
1984 kaufte Texaco Getty Oil und damit auch NFS, dort hatte man kein Interesse und verkauft die Firma an eine Gruppe privater Investoren. Sie betreiben seitdem die Firma, haben 2007 aber Interesse bekundet wieder zu verkaufen.

## Sonstiges
Am 20. August 2007 wurde bekannt, dass es in Erwin fast zu einem Kritikalitätsunfall gekommen wäre. Am 9. März 2006 sind 35 Liter Uranlösung aus einem undichten Rohr gelaufen und haben sich auf einem Flur verteilt, ohne sich ausreichend zu sammeln. 